# Средства массовой информации Екатеринбурга

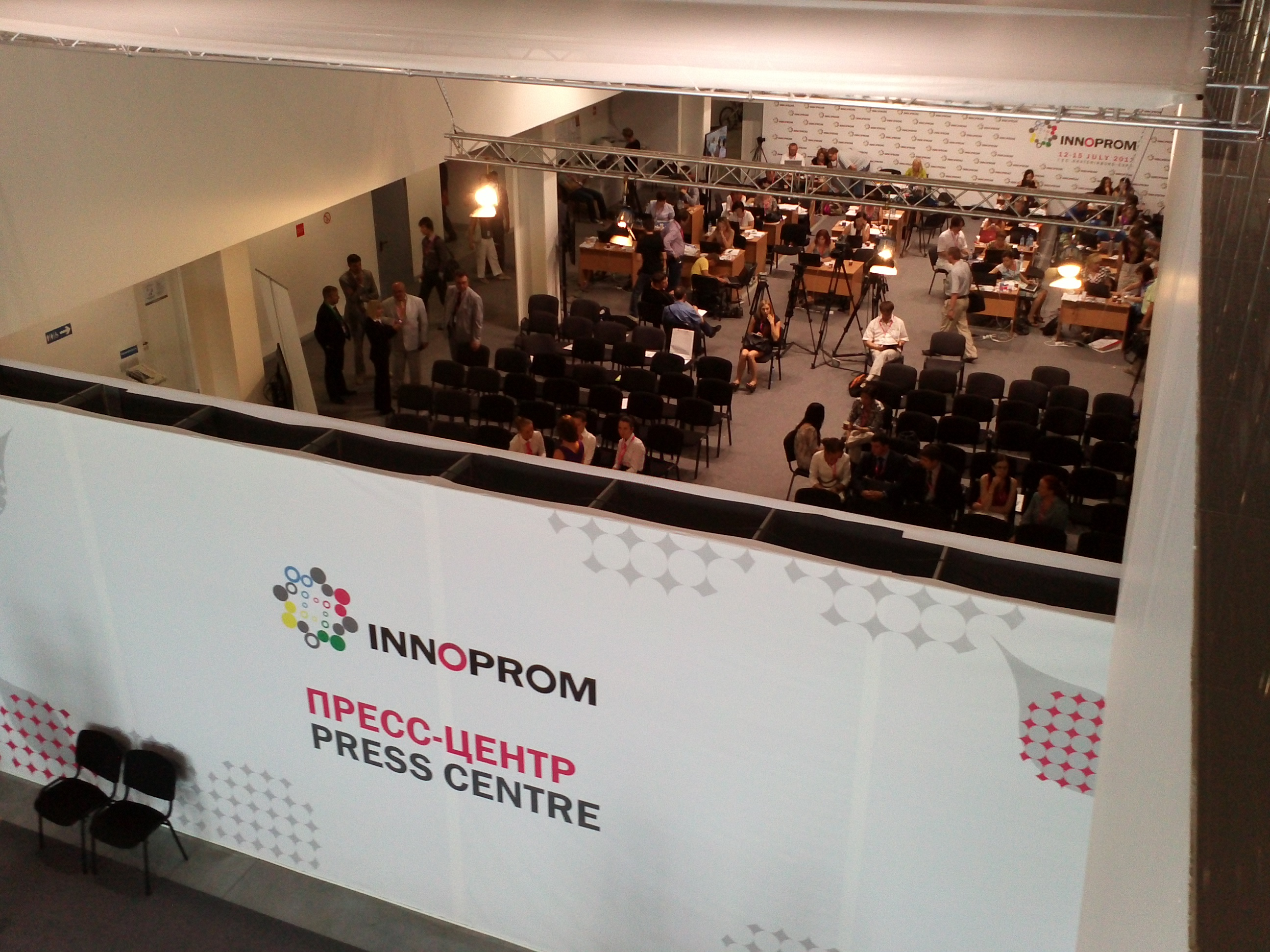
Уральские журналисты работают на международной выставке «Иннопром-2012» в Екатеринбурге

В Екатеринбурге выходит большое количество печатных изданий — около 200 газет («Уральский рабочий», «Вечерний Екатеринбург», «Областная газета», «Наша газета» и другие) и 70 журналов (самые известные: «Красная бурда», «Стольник»), работает несколько местных телеканалов и радиостанций. Многие СМИ имеют интернет-версии, и есть ряд изданий, выходящих только в интернете. Среди них издания, имеющие федеральный охват и корреспондентскую сеть, наиболее известные — «Ура.ру», «Знак.ком», «ФедералПресс».

## История и инфраструктура
Студия телевидения была построена в Свердловске в 1955 году, 6 ноября этого же года вышла первая телепередача, цветное телевещание появилось в 1976 году. Сейчас региональное и местное телевидение представлено следующими телекомпаниями: ГТРК «Урал» (филиал ВГТРК) — (Россия 1-Урал, «Россия 24-Урал», вещание в мультиплексе РТРС-1), телекомпания «ОТВ»(Общеобязательный региональный телеканал - 21-я кнопка), «4 канал» (Общеобязательный муниципальный телеканал - 22-я кнопка), «Союз» (православный канал), «24/6», «Телевизионное агентство Урала». Ранее свою работу осуществляли «СТК-24», «Пять Один», «АСВ», «ЦТУ», «10 канал», «АТН», «Студия-41», «Эра-ТВ», Бокс-ТВ. Уральским телестудиям и тележурналистам неоднократно вручались премии «ТЭФИ». Персональную известность имеют местные тележурналисты Евгений Енин, Иннокентий Шеремет, Алёна Вугельман, Ксения Телешова и другие.
Вещание осуществляется с телевышек на улицах Луначарского (телестудия ГТРК «Урал»), Гурзуфской (Московская горка), входящих в структуру объектов филиала РТРС «Свердловский ОРТПЦ», и с телебашни «Ростелекома» на улице Блюхера. В 1981 году было начато строительство новой телебашни, которая должна была стать второй по высоте в России после Останкинской телебашни и покрывать территорию всей Свердловской области, но в связи с последующими экономическими трудностями строительство было остановлено. Долгое время эта телебашня являлась самым высоким заброшенным зданием в мире и одним из самых известных российских долгостроев, но в итоге 24 марта 2018 года башня была снесена.
Вышедшая в 2014 году документальная книга писателя Алексея Иванова «Ёбург», основанная на воспоминаниях местных жителей, содержит большое количество подробной информации о развитии СМИ в Свердловске и Екатеринбурге в период конца 1980-х — начала 2000-х годов.
Шарташская радиомачта, с которой осуществляется вещание, является самим высоким сооружением в городе — её высота 263 метра.
В июне 2018 года был объявлен аукцион на исполнение работ по строительству радиотелевизионной передающей станции на проспекте Космонавтов 99.
Кроме того, в Екатеринбурге базируются несколько десятков федеральных и местных информагентств (самые известные: «ИТАР-ТАСС Урал», «Уралинформбюро», «Новый Регион — Урал», РИА «ФедералПресс», «Накануне. RU», «РИА Новости — Урал», «Интерфакс — Урал», ЕАН и другие).
В январе 2019 года было учреждено периодическое печатное издание «Екатеринбургский вестник».
С 2012 года работает «городское» издание It’s My City, которое его создатель Дмитрий Колезев пытается финансировать за счёт сбора средств с читателей.

## Радиостанции
На данный момент в FM-диапазоне работает 35 радиостанций, а также планируется вещание 1 радиостанции. 3 радиостанции также осуществляют вещание в УКВ-диапазоне.
Радиостанции, работающие в УКВ-диапазоне:
- Джем FM 69.02 МГц
- Радио Орфей 69.92 МГц
- Радио Воскресение 72.83 МГц

| Радиостанция                         | Частота вещания |
| ------------------------------------ | --------------- |
| «Радио Звезда»                       | 87,6 МГц        |
| «Хит FM»                             | 88,3 МГц        |
| «Серебряный дождь»                   | 88,8 МГц        |
| «Детское радио»                      | 89,2 МГц        |
| «Радио ENERGY»                       | 89,6 МГц        |
| (ПЛАН) «Радио Орфей»                 | 90,2 МГц        |
| «Новое радио»                        | 90,8 МГц        |
| «Радио Sputnik»/ «Екатеринбург FM»   | 91,4 МГц        |
| «Радио Рекорд»                       | 91,9 МГц        |
| «Радио Комсомольская Правда»         | 92,3 МГц        |
| «Studio 21»                          | 92,7 МГц        |
| «Радио Вера»                         | 93,7 МГц        |
| «Дорожное радио»                     | 94,2 МГц        |
| «Наше радио»                         | 94,8 МГц        |
| «Радио России»/«Радио Урала»         | 95,5 МГц        |
| «Comedy Radio»                       | 95,9 МГц        |
| «Вести FM»                           | 96,3 МГц        |
| «Радио МИР»                          | 97,9 МГц        |
| «Love Radio»                         | 98,5 МГц        |
| «Радио Лето»                         | 98,9 МГц        |
| «Business FM»                        | 99,4 МГц        |
| «Ретро FM»                           | 100,0 МГц       |
| «Радио Пилот»                        | 100,4 МГц       |
| «Радио Маяк»                         | 100,8 МГц       |
| «Европа Плюс»                        | 101,2 МГц       |
| «Юмор FM»                            | 102,0 МГц       |
| «Джем FM»                            | 102,5 МГц       |
| «Радио Шансон»                       | 103,2 МГц       |
| «Радио СИ»                           | 103,7 МГц       |
| «Радио Дача»                         | 104,1 МГц       |
| «Радио Rock Arsenal» / «Радио Форум» | 104,5 МГц       |
| «Авторадио»                          | 105,0 МГц       |
| «Русское радио»                      | 105,7 МГц       |
| «Радио Монте-Карло»                  | 106,2 МГц       |
| «Спутник FM (Екатеринбург)»          | 107,0 МГц       |
| «Город FM»                           | 107,6 МГц       |

## Аналоговое телевидение
После отключения аналогового телевидения по состоянию на 4 апреля 2022 года идёт вещание 1 эфирного телеканала:
| Телекомпания | Канал | Объект вещания                                            | Мощность передатчика |
| ------------ | ----- | --------------------------------------------------------- | -------------------- |
| Суббота!     | 51    | Московская горка (ул. Гурзуфская, 12) — бывшая «глушилка» | 1 кВт                |

| Название                 | Канал | Окончание вещания    | Примечание                                                                             |
| ------------------------ | ----- | -------------------- | -------------------------------------------------------------------------------------- |
| 1 канал                  | 3     | 3 июня 2019 года     | РТРС-1                                                                                 |
| Россия 1 / Россия 1-Урал | 7     | 3 июня 2019 года     | РТРС-1                                                                                 |
| НТВ                      | 8     | 3 июня 2019 года     | РТРС-1                                                                                 |
| 10 канал / Матч ТВ       | 10    | 3 августа 2019 года  | Закрытие / РТРС-1                                                                      |
| Че!                      | 12    | 1 марта 2021 года    | Вещание в кабельных сетях                                                              |
| Союз                     | 21    | 25 июня 2021 года    | Вещание в кабельных сетях                                                              |
| ОТВ                      | 24    | 1 июля 2019 года     | 21-я кнопка в кабельных сетях Свердловской области и врезки на 9-й кнопке РТРС-1 (ОТР) |
| 4 канал                  | 26    | 1 марта 2020 года    | 22-я кнопка в кабельных сетях Екатеринбурга                                            |
| СТС-Урал                 | 29    | 2 марта 2021 года    | РТРС-2 как СТС                                                                         |
| Россия К                 | 31    | 3 июня 2019 года     | РТРС-1                                                                                 |
| АТН / 360°               | 34    | 22 августа 2019 года | Закрытие / Вещание в кабельных сетях                                                   |
| Эра-ТВ / ТНТ4-Урал       | 37    | 3 апреля 2022 года   | Закрытие (фактически — 1 января 2022 года) / Вещание в кабельных сетях как ТНТ4        |
| ТВ Центр                 | 39    | 3 июня 2019 года     | РТРС-1                                                                                 |
| Студия-41                | 41    | 1 января 2020 года   | Вещание в кабельных сетях до закрытия 1 июля 2021 года                                 |
| 5 канал                  | 43    | 3 июня 2019 года     | РТРС-1                                                                                 |
| ТВ3                      | 47    | 3 июня 2019 года     | РТРС-2                                                                                 |
| РЕН ТВ-Урал              | 49    | 21 мая 2020 года     | РТРС-2 как РЕН ТВ                                                                      |
| Звезда                   | 57    | 3 июня 2019 года     | РТРС-2                                                                                 |

## Цифровое телевидение
В 2007 году впервые в России было официально запущено цифровое эфирное телевидение стандарта DVB-T. Один из мультиплексов первое время был платным и кодировался. В июне 2014 года было официально запущено цифровое эфирное телевидение стандарта DVB-T2. На декабрь 2019 года идёт вещание 20 эфирных телеканалов, входящих в два общероссийских мультиплекса ЦЭТВ:
| Мультиплекс | Канал | Объект вещания                                | Мощность передатчика |
| ----------- | ----- | --------------------------------------------- | -------------------- |
| РТРС-1      | 46    | Телебашня ГТРК «Урал» (ул. Луначарского, 212) | 5 кВт                |
| РТРС-2      | 60    | Телебашня ГТРК «Урал» (ул. Луначарского, 212) | 5 кВт                |

С декабря 2019 года вещание местных мультиплексов DVB-T прекращено по всей Свердловской области в связи с отказом в продлении срока лицензии.
В ноябре 2022 года РТРС  анонсировало запуск пилотной ОТТ—платформы РТРС.ПЛЮС на кнопке 999, на которой осуществляется вещание местных телеканалов. Платформа была запущена в апреле 2023 года.

## Интернет
Согласно исследованиям, проводимых Яндексом, Екатеринбург занимает третье место в стране по уровню развития интернета, уступая лишь Москве и Санкт-Петербургу и порой называется третьей интернет-столицей России. Проникновение интернета в городе составляет около 45 %, что почти вдвое больше общероссийских показателей. Также Екатеринбург является лидером по активности информационных агентств и интернет-пользователей — более 70 % от всех уральских новостных сообщений поступает из Екатеринбурга, здесь сосредоточено наибольшее количество новостных источников (около 40 % от всех уральских СМИ) и блогеров (50 % от всех уральских интернет-дневников). Также высока покупательская онлайн-активность пользователей (50 % от общего количества уральских клиентов интернет-магазинов). В городе расположены головные офисы крупнейших интернет-СМИ региона, в том числе: Ura.ru, Znak.com, E1.ru, ItsMyCity.ru, Ekb.dk.ru, uralinform.ru и других.
Всего в городе работает более 30 интернет-провайдеров, которые предоставляют различные интернет-технологии. Поначалу самым распространённым был коммутируемый доступ, который позже сдал позицию в пользу технологии ADSL, а она на данный момент — в пользу более скоростной технологии Ethernet. Также с каждым годом увеличивается количество абонентов беспроводных технологий (Wi-Fi и другие). Крупнейшими интернет-провайдерами города являются «МТС», «Билайн», «МегаФон», «Ростелеком», «Дом.ru», «ТТК», «Convex», «Планета», «ИНСИС», «К Телеком», «АБВ-ТВ», ООО "Интерра Центр".
С 1994 года действует портал о банках и банковских услугах в Екатеринбурге и Свердловской области "БанкИнформСервис".
В 2004 году в Екатеринбурге было создано Российское информационное агентство "Новый день".